# (6271) Farmer
(6271) Farmer est un astéroïde de la ceinture principale, de la famille de Hungaria.

## Description
(6271) Farmer est un astéroïde de la ceinture principale, de la famille de Hungaria. Il présente une orbite caractérisée par un demi-grand axe de 1,97 UA, une excentricité de 0,05 et une inclinaison de 23,6° par rapport à l'écliptique.

## Compléments